# Temporada 2008-2009 del Nàstic
Dades de la Temporada 2008-2009 del Gimnàstic de Tarragona.

## Resultats i Classificació
Aquesta fou una temporada molt irregular. Durant pràcticament tota la lliga, l'equip es trobà a la zona mitjana de la classificació sense possibilitats de lluitar per l'ascens ni haver de patir pel descens. En aquesta situació, a mesura que avançava la temporada els partits de l'equip anaven perdent interès, fent que l'afluència de públic al Nou Estadi fos cada cop més baixa.
El que més destacà de l'equip fou la davantera. El trident entre Jordi Alba, Víctor i Jose Mari (arribat al mercat d'hivern) mostrà un gran joc en alguns partits i també fou important la presència de Moisès i N'Gal.
La temporada acabà entre indiferència i indignació de l'afició, descontenta amb el president i l'entrenador, ja que creien que s'havia desaprofitat el talent d'una bona plantilla i no s'havien aconseguit els resultats esperats, i més, tenint en compte que els jugadors més destacats no continuen a l'equip.

## Plantilla
Aquesta és la plantilla del Gimnàstic de Tarragona per a la temporada 2008-2009 a la Segona Divisió de la lliga espanyola de futbol.
| N. | Pos. | Nac. | Jugador                                   |
| -- | ---- | --- | ----------------------------------------- |
| 1  | POR  | [[Fitxer:Flag of Spain.svg\|23x15px\|border \|alt=Espanya\|link=Selecció de futbol d'Espanya\|{{#if:\|]]                                 | Rubén Pérez Chueca                        |
| 2  | MIG  | [[Fitxer:Flag of Spain.svg\|23x15px\|border \|alt=Espanya\|link=Selecció de futbol d'Espanya\|{{#if:\|]]                                 | Alejandro Campano Hernando                |
| 3  | DEF  | [[Fitxer:Flag of Catalonia.svg\|23x15px\|border \|alt=Catalunya\|link=Selecció de futbol de Catalunya\|{{#if:\|]]                        | Carles Domingo Pladevall Mingo            |
| 4  | DEF  | [[Fitxer:Flag of Spain.svg\|23x15px\|border \|alt=Espanya\|link=Selecció de futbol d'Espanya\|{{#if:\|]]                                 | Manuel Yedra Cobo Lolo Yedra              |
| 5  | DEF  | [[Fitxer:Flag of France (1794–1815, 1830–1974).svg\|23x15px\|border \|alt=França\|link=Selecció de futbol de França\|{{#if:\|]]          | Walid Cherfa                              |
| 6  | MIG  | [[Fitxer:Flag of Catalonia.svg\|23x15px\|border \|alt=Catalunya\|link=Selecció de futbol de Catalunya\|{{#if:\|]]                        | David Medina Díaz de López                |
| 7  | MIG  | [[Fitxer:Flag of Spain.svg\|23x15px\|border \|alt=Espanya\|link=Selecció de futbol d'Espanya\|{{#if:\|]]                                 | Aimar Sagastibelza Caballero              |
| 8  | MIG  | [[Fitxer:Flag of Spain.svg\|23x15px\|border \|alt=Espanya\|link=Selecció de futbol d'Espanya\|{{#if:\|]]                                 | Pablo Redondo Martinez                    |
| 9  | DAV  | [[Fitxer:Flag of the Balearic Islands.svg\|23x15px\|border \|alt=Illes Balears\|link=Selecció de futbol de les Illes Balears\|{{#if:\|]] | Víctor Casadesús Castaño                  |
| 10 | MIG  | [[Fitxer:Flag of Spain.svg\|23x15px\|border \|alt=Espanya\|link=Selecció de futbol d'Espanya\|{{#if:\|]]                                 | Oscar Arpón Ochoa                         |
| 11 | DAV  | [[Fitxer:Flag of Cameroon.svg\|23x15px\|border \|alt=Camerun\|link=Selecció de futbol del Camerun\|{{#if:\|]]                            | Serge N'Gal                               |
| 12 | DEF  | [[Fitxer:Flag of Spain.svg\|23x15px\|border \|alt=Espanya\|link=Selecció de futbol d'Espanya\|{{#if:\|]]                                 | José Izquierdo Martínez                   |
| 13 | POR  | [[Fitxer:Flag of Spain.svg\|23x15px\|border \|alt=Espanya\|link=Selecció de futbol d'Espanya\|{{#if:\|]]                                 | Xabi Pascual Luca de Tena                 |
| 14 | DEF  | [[Fitxer:Flag of Spain.svg\|23x15px\|border \|alt=Espanya\|link=Selecció de futbol d'Espanya\|{{#if:\|]]                                 | Alejandro Cruz Hernández (baixa al gener) |

| N. | Pos. | Nac. | Jugador                                |
| -- | ---- | --- | -------------------------------------- |
| 14 | MIG  | [[Fitxer:Flag of Serbia.svg\|23x15px\|border \|alt=Sèrbia\|link=Selecció de futbol de Sèrbia\|{{#if:\|]]                                       | Nebosja Marinkovic (alta al gener)     |
| 15 | DEF  | [[Fitxer:Flag of the Balearic Islands.svg\|23x15px\|border \|alt=Illes Balears\|link=Selecció de futbol de les Illes Balears\|{{#if:\|]]       | Pere Mairata Gual                      |
| 16 | DAV  | [[Fitxer:Flag of Spain.svg\|23x15px\|border \|alt=Espanya\|link=Selecció de futbol d'Espanya\|{{#if:\|]]                                       | Moisés García León                     |
| 17 | MIG  | [[Fitxer:Flag of Catalonia.svg\|23x15px\|border \|alt=Catalunya\|link=Selecció de futbol de Catalunya\|{{#if:\|]]                              | Jordi Alba Ramos                       |
| 18 | MIG  | [[Fitxer:Flag of Spain.svg\|23x15px\|border \|alt=Espanya\|link=Selecció de futbol d'Espanya\|{{#if:\|]]                                       | Mario Gibanel Raluy                    |
| 19 | MIG  | [[Fitxer:Flag of the Valencian Community (2x3).svg\|23x15px\|border \|alt=País Valencià\|link=Selecció de futbol del País Valencià\|{{#if:\|]] | David Bauzá Francés                    |
| 20 | DAV  | [[Fitxer:Flag of Spain.svg\|23x15px\|border \|alt=Espanya\|link=Selecció de futbol d'Espanya\|{{#if:\|]]                                       | Alejandro Castro Fernández Jandro      |
| 21 | MIG  | [[Fitxer:Flag of Senegal.svg\|23x15px\|border \|alt=Senegal\|link=Selecció de futbol del Senegal\|{{#if:\|]]                                   | Papa Kouli Diop                        |
| 22 | MIG  | [[Fitxer:Flag of Spain.svg\|23x15px\|border \|alt=Espanya\|link=Selecció de futbol d'Espanya\|{{#if:\|]]                                       | Antonio López Alvarez (baixa al gener) |
| 22 | DEF  | [[Fitxer:Flag of Brazil.svg\|23x15px\|border \|alt=Brasil\|link=Selecció de futbol del Brasil\|{{#if:\|]]                                      | Gabriel Fernando Atz (alta al gener)   |
| 23 | DEF  | [[Fitxer:Flag of Catalonia.svg\|23x15px\|border \|alt=Catalunya\|link=Selecció de futbol de Catalunya\|{{#if:\|]]                              | Daniel Tortolero Núñez                 |
| 24 | DEF  | [[Fitxer:Flag of Argentina.svg\|23x15px\|border \|alt=Argentina\|link=Selecció de futbol de l'Argentina\|{{#if:\|]]                            | Maximiliano Caire (baixa al gener)     |
| 24 | DAV  | [[Fitxer:Flag of Spain.svg\|23x15px\|border \|alt=Espanya\|link=Selecció de futbol d'Espanya\|{{#if:\|]]                                       | José Mari Romero (alta al gener)       |
| 25 | POR  | [[Fitxer:Flag of Catalonia.svg\|23x15px\|border \|alt=Catalunya\|link=Selecció de futbol de Catalunya\|{{#if:\|]]                              | Felip Ortiz Martínez                   |

## Equip tècnic
- Entrenador:  César Ferrando Jiménez
- Segon entrenador:  Quique Latasa
- Entrenador de porters: Ángel Lozano
- Preparador físic:  Patricio Pérez
- Director general:  Antoni Pinilla
- Fisoterapèutes: Ernest Canete, Pedro Flores
- Metge: Carles Hernández
- Recuperadors físics: Rubén Llanos, Sergi Pérez
- Responsable de material: Guillermo Martín
- Secretari tècnic: Alfons Muñoz
- Adjunt secretaria tècnica:  Jesús María Serrano Eugui
- Delegat: José María Grau

## Fitxatges
Els fitxatges d'aquesta temporada han estat:
- Felip Ortiz, de l'Oriola Club de Futbol
- Xabi Pascual del Barakaldo Club de Fútbol
- Álex Cruz del Racing Club Portuense
- Cherfa del Toulouse Football Club
- Lolo Yedra del filial del Sevilla Fútbol Club
- Maxi Caire del Club Almagro
- David Bauzá de l'Albacete Balompié
- Jordi Albà del filial del València CF
- Pablo Redondo del Getafe CF
- Serge N'gal de la U.D. Leiria
- Mario Gibanel del Granada 74
- Víctor Casadesús del RCD Mallorca
- José Izquierdo de l'Osasuna
- Aimar Sagastibelza de la Pobla de Mafumet (filial del Nàstic)
- Chechu fou fitxat del Girona FC però retornà a aquest equip just abans de tancar-se el període de fitxatges.

Els fitxatges en el mercat d'hivern han estat:
- Nebosja Marinkovic del FK Čukarički Stankom
- José Mari Romero del Betis
- Gabriel Fernando Atz del FC Rubin Kazan

## Baixes
Les baixes han estat:
- David García al Cadis CF
- Abel Buades a l'Alacant CF
- Òscar López retorna al Betis
- Adrián González al Getafe CF
- Miku retorna al València CF
- Francisco José Maldonado al Sporting de Gijón
- Roberto Jiménez retorna a l'Atlètic de Madrid
- David Sánchez al Politehnica Timisoara
- Fede Bessone retorna al RCD Espanyol
- Abraham al FC Basel
- Òscar Rubio a l'Elx CF
- Rabiu retorna a l'Udinese Calcio
- Calle al Xerez
- Gorka de Carlos al Sant Andreu

Baixes durant la temporada:
- Alejandro Cruz a l'Atlètic Balears.
- Antonio López
- Maxi Caire